# Camphorosma monspeliaca
Camphrée de Montpellier, Camphorine de Montpellier
Espèce
La Camphrée de Montpellier ou Camphorine de Montpellier (Camphorosma monspeliaca) est une espèce de plantes de la famille des Amaranthacées.